# Dispariția Zborului 967
Dispariția Zborului 967 a avut loc pe data de 30 ianuarie 1979 când un Boeing 707-323C pentru transport de mărfuri cu ruta Narita, Japonia - Galeão, Brazilia a dispărut, deasupra Oceanului Pacific o jumătate de oră după plecarea de la Tokyo. În ciuda căutărilor extinse nu s-a reușit găsirea vreunei urme ale avionului sau semne ale ciocniri cu suprafața acvatică. Acest incident este unica dispariție a unui avion cu reacție, totodată unul dintre cazurile cele mai misterioase din istoria aviației.

## Zborul
Avionul a decolat de la Tokyo cu destinația Rio de Janeiro, cu escală la Los Angeles. Comandantul zborului era Gilberto Araujo da Silva, cunoscut ca unul dintre puținii supraviețuitorii ai Zborului RG-820, de lângă Paris, din 11 iulie 1973. Echipajul mai includea, șef pilot Ernie Peixoto Millius, al doilea pilot Antônio Brasileiro da Silva Neto și Evan Saunders Braga și doi ingineri de zbor Nicola Esposito și Severino Gusmão Araújo. Astfel, la bordul aeronavei erau 6 persoane. Avionul avea o încărcătură neobișnuită, 53 de picturi ale pictorului japonez-brazilian, Manabu Mabe, cu un cost total estimat la 1,24 milioane dolari. De asemenea, potrivit unor rapoarte, avionul a fost încărcat cu produse industriale, făcând greutatea totală la decolare aproape de maxim, 151 tone.
Zborul până la Los Angeles avea o lungime de 8,773 km, urmând realimentarea și schimbarea echipajului. În Tokyo, în acel moment era ceață, dar echipajul a decis să decoleze. Avionul a decolat la 20:23 de la aeroportul Narita din Tokyo, 22 de minute mai târziu pilotul a raportat la 20:45 că zborul decurge normal. Următoarea sesiune a fost programată pentru 21:23, dar la ora stabilită, echipajul nu a răspuns, iar chemările repetate nu au dat rezultat. După o oră de încercări nereușite de a stabili legătura cu zborul 967, dispecerul a dat alarma.

## Căutarea aeronavei
După anunțarea alarmei au început căutările, dar din cauza întunericului au fost întrerupte timp de 12 ore. Operațiunile de căutare au fost reluate în dimineață. Un total de 70 de nave din Japonia și SUA au participat la operațiunile de căutare ce s-au desfășurat timp de 8 zile, dar nici o urmă a avionului nu a fost găsită. Nu au fost găsite măcar pete de ulei sau alte resturi plutitoare. 
În istoria aviației au mai fost cazuri când avioanele au dispărut, dar fie a fost găsită mai târziu epava sau echipajul nu a avut timp pentru avertizare. În acest caz nu au existat asemenea situații. Zborul este considerat unul dintre cele mai misterioase, și, de asemenea, unul dintre puținele în care o persoană, comandantul Gilberto Araujo da Silva, a fost implicat în două accidente de avion.